# Novenia
Novenia är ett släkte av korgblommiga växter. Novenia ingår i familjen korgblommiga växter.
Kladogram enligt Catalogue of Life:
| Novenia | \| \| Novenia acaulis \| \| \| \| |
|         | \| \| Novenia acaulis \| \| \| \| |
|         | Novenia acaulis                   |
|         |                                   |